# Nikolas Blain
Nikolas Blain   (Baiona, 2 d'abril de 1988) és un polític basc, coordinador d'Euskal Herria Bai des del 2022 i regidor a Makea. Després de les eleccions de març de 2008, Blain, amb 19 anys, es va convertir en el regidor més jove d'Iparralde.
Va estudiar informàtica al Baionako eta Euskal Herriko Institutu Unibertsitario Teknologikoa (IUT). Participa de la plataforma Batera, que reclama una estructura única per al País Basc del Nord, especialment en l'organització electoral.